# Старое Курмашево
Ста́рое Курма́шево (тат. Иске Кормаш) — село в Актанышском районе Татарстана, административный центр Старокурмашевского сельского поселения.

## География
Село расположено в Восточном Закамье на реке Шабиз, в 17 км к юго-западу от районного центра, села Актаныш.

## История
Село являлось поселением башкир Булярской волости. В XVIII—XIX веках жители относились к сословиям башкир-вотчинников, тептярей, башкир-припущенников и ясачных татар. В 1795 году в 10 домах были учтены 57 башкир-вотчинников, в 1 доме — 8 тептярей. VII ревизия (1834 г.) отметила в деревне 247 башкир (88 башкир-вотчинников Булярской волости и 159 башкир-припущенников Байларской волости), 426 тептярей обоего пола при 39 дворах в III тептярской команде сотника Ахмедияра Аминева, 16 душ ясачных татар обоего пола при 2 дворах, а также отдельно 10 душ тептярей обоего пола при 1 дворе, относившихся к VI тептярской команде. Ревизии второй половины XIX — начала XX века отмечали жителей деревни Старый Курмаш как тептярей.
В «Списке населенных мест по сведениям 1870 года», изданном в 1877 году, населённый пункт упомянут как деревня Старая Курмашева 1-го стана Мензелинского уезда Уфимской губернии. Располагалась при речке Шабызе, по левую сторону почтового тракта из Мензелинска в Бирск, в 50 верстах от уездного города Мензелинска и в 20 верстах от становой квартиры в деревне Поисева. В деревне, в 103 дворах жили 741 человек (376 мужчин и 365 женщин, тептяри), были мечеть, училище, 12 лавок, базары по пятницам. Жители занимались земледелием, скотоводством, выделкой овчин, печением хлеба и калачей, торговлей мясом.

## Население
| 1859 | 1870 | 1897 | 1920 | 1926 | 1938 | 1949 | 1958 | 1970 | 1979 | 1989 | 2002 | 2010 | 2015 |
| ---- | ---- | ---- | ---- | ---- | ---- | ---- | ---- | ---- | ---- | ---- | ---- | ---- | ---- |
| 662  | 741  | 973  | 1138 | 1069 | 1012 | 676  | 650  | 797  | 688  | 491  | 459  | 451  | 378  |

Национальный состав
Согласно результатам переписи 2002 года, в национальной структуре населения села татары составляли 99%.

### Комментарии
1. ↑  Расстояние измерено с помощью инструментария Яндекс.Карты